# Нікорник рудобокий
Ніко́рник рудобокий (Oreolais ruwenzorii) — вид горобцеподібних птахів родини тамікових (Cisticolidae). Мешкає в горах Центральної Африки. Раніше цей вид відносили до роду Нікорник (Apalis).

## Поширення і екологія
Рудобокі нікорники мешкають в Демократичній Республіці Конго, Уганді, Руанді та Бурунді. Вони живуть в гірських тропічних лісах і високогірних чагарникових заростях на висоті від 1550 до 3100 м над рівнем моря.